# P. G. Wodehouse

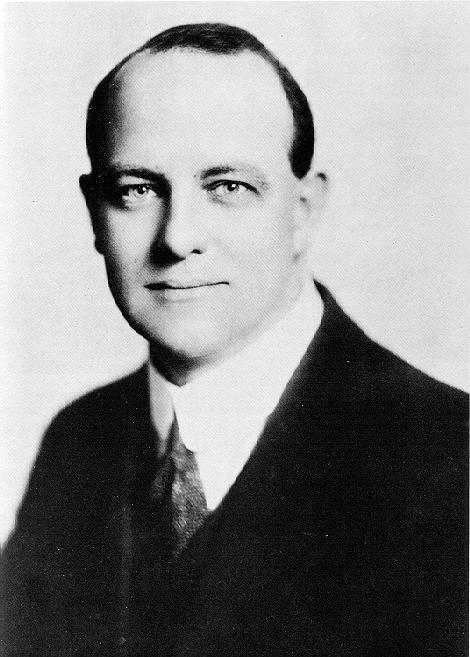
P. G. Wodehose

Pelham Grenville Wodehouse, cunoscut mai bine sub numele P. G. Wodehouse, (n. 15 octombrie 1881, Guildford, Anglia, Regatul Unit al Marii Britanii și Irlandei – d. 14 februarie 1975, Southampton⁠(d), New York, SUA) a fost un scriitor englez. 
Este cunoscut datorită scrierilor comice despre viața britanică de la începutul secolului al XX-lea (cu toate că el însuși a trăit cea mai mare parte a vieții sale în Franța și în SUA), în special avându-l ca personaj principal pe Bertie Wooster și pe valetul acestuia, Jeeves.
A scris 11 romane, mai multe nuvele, piese de teatru, fiind admirat de scriitori precum Evelyn Waugh, Rudyard Kipling, Salman Rushdie etc.
Tatăl său, Henry Ernest Wodehouse, a fost judecător în colonia britanică Hong Kong, iar mama sa a fost Eleanor Wodehouse (născută Deane, fiica lui John Bathurst Deane). 
La vârsta de 3 ani este trimis înapoi în Anglia, unde este îngrijit de o bonă, și mai apoi trimis la câteva școli-internat. De la vârsta de 3 ani și până la 15 ani, și-a văzut părinții pentru o perioadă de doar 6 luni. 
Facultatea a făcut-o la Dulwich College. După terminarea studiilor universitare lucrează la o bancă din Hong Kong (actuala bancă HSBC), însă nu e interesat de o carieră în acest domeniu.
Primul post de ziarist la avut la The Globe, unde a preluat o rubrică comică de la un prieten care își dăduse demisia. Concomitent, contribuie în mod regulat la revista Punch. Fiind în vizită la New York, a vândut două schițe revistelor Cosmopolitan și Colier's pentru suma de 500 de dolari, ceea ce l-a impresionat mult, și l-a făcut să-și dea demisia de la The Globe și să se stabilească la New York, unde a devenit colaborator permanent la revista Vanity Fair. 
În 1914 se căsătorește cu Ethel Wayman, care avea o fată, Leonora, dintr-o căsătorie anterioară. 
În 1934 se stabilește în Franța pentru a evita taxele dublele din Marea Britanie și USA. Este luat prizonier de nemți în 1940, întârziind să se refugieze în Anglia când Germania a ocupat Franța. A fost ținut mai întâi în Belgia și apoi în Silezia Superioară (fost teritoriu al Germaniei, actual al Poloniei), unde se spune că ar fi zis: Dacă asta-i Silezia Superioară, mă întreb cum o fi Silezia Inferioară..
Elibarerat din prizonierat cu puțin înainte de a împlini vârsta de 60 de ani, a colaborat la niște programe radiofonice de umor adresate Americii (care la ora aceea încă nu intrase în război). Această colaborare nu a fost bine văzută în Marea Britanie, unde a fost acuzat de colaboraționism cu naziștii, ba chiar de trădarea patriei, fiindu-i interzise cărțile în unele librări. Unul dintre cei mai înfocați critici ai săi a fost scriitorul A. A. Milne, autorul cărților cu Winnie the Pooh, pe când Evelyn Waugh și George Orwell au fost printre cei care l-au apărat. 
Aceste critici l-au făcut să se mute permanent în SUA, unde a devenit cetățean american în 1955.
Cu puțin înainte de moartea sa, a primit ordinul britanic Knight Commander of the Order of the British Empire (KBE).